# ORIGINAL LOVE (アルバム)
『ORIGINAL LOVE』（オリジナル・ラヴ）は、1988年8月1日にインディーズ・レーベルであるハラハラレコードからリリースされた、日本の音楽ユニットであるORIGINAL LOVEの1作目のスタジオ・アルバム。
ORIGINAL LOVEの前身となるバンド「レッド・カーテン」での活動を含め、2枚のオムニバス・アルバムを経てリリースされた初のフル・アルバムであり、田島のピチカート・ファイヴ加入を受け、ORIGINAL LOVEとしての作品を残すために制作された。作詞および作曲はすべて田島貴男が担当、プロデュースは元はちみつぱいの和田博巳が担当している。
その後、田島はORIGINAL LOVEの活動に専念するため1990年にピチカート・ファイヴを脱退、シングル「DEEP FRENCH KISS」（1991年）にてORIGINAL LOVEとしてメジャー・デビューした。本作収録曲の内、「ORANGE MECHANIC SUICIDE」「DARLIN'」「BODY FRESHER」はメジャー・デビュー後のアルバム『LOVE! LOVE! & LOVE!』（1991年）に、再録音にて収録された。

## 背景
1966年4月24日に東京都大田区で生まれた田島貴男は、小学校6年生の時に兵庫県芦屋市に転居することになる。1979年4月に中学に進学した田島はザ・ビートルズ・シネ・クラブの会員であった友人と出会い、その友人がコンポーネントステレオでビートルズの楽曲を流しながらギターを弾く様子を見て衝撃を受け、これが田島にとって初めての音楽的な体験となった。「レボリューション9」（1968年）や「ヘルター・スケルター」（1968年）などを好んでいた田島は、ビートルズの中でも「シー・ラヴズ・ユー」（1963年）のような楽曲には関心がなかったと述べている。その後アルバム『ザ・ビートルズ』（1968年）を購入するために訪れたレコード店で流れていたパンク・ロックの影響でザ・ジャムおよびザ・クラッシュなどを愛好するようになったと述べている。同時期に3万円程度のフェンダー・ストラトキャスターを購入した田島は、毎日8時間程度におよびギターを弾き続ける日々を送ることになった。その後中学校1年生の時点で初めてバンドを結成し、中学校3年生の途中まで同地で過ごしたものの1982年4月に福島県郡山市に転居することになる。元々中学校2年生の頃からオリジナル曲を制作していた田島であったが転居先では音楽に詳しい同級生がおらず、一人で楽曲制作を行うようになったと述べている。高校1年生の時に近所の公園で演奏していた日本大学の音楽サークルの学生に自ら「バンド組みましょうよ」と田島は声を掛け、そこにいた人物が様々な録音機材を所有していたことから本格的にオリジナル曲の制作を開始することになった。このユニットは当初、「Front Line」と名乗っていたが、田島が加入する際、田島からの要望で頭に“Platonic”を付け「Platonic Front Line」(PFL)となった。
1985年春に田島は東京都町田市にある和光大学に進学、軽音楽サークルに入部し後にザ・コレクターズに加入する小里誠や小里の友人であった村山孝志の他に郡山時代の友人であった秋山幸広を誘い、同年冬にORIGINAL LOVEの前身となるレッド・カーテン（RED CURTAIN）を結成した。田島は1986年10月に渋谷La.mamaにてレッド・カーテンとして初のライブを開催、その後同会場にて月1回ライブを行うようになった他に原宿クロコダイルなどにも出演出来るようになった時期に、インディーズレーベルにてリリースされたコンピレーション・アルバム『ATTACK OF... MUSHROOM PEOPLE』（1987年）への参加を打診され、自身の音がレコードでリリースできることを喜んだ田島は「ぜひやらせてください!」と快諾した。同作はネオGSブームの火付け役となった作品であり、同作に参加してからレッド・カーテンはブームの波に飲み込まれるように聴衆も桁違いに増加する事態となった。当時のレッド・カーテンはライブハウスにおいて常時満員を記録しており、レコード会社の人物も5社程度訪れてはいたものの、メジャー・デビューには中々繋がらなかったという。その後『ATTACK OF... MUSHROOM PEOPLE』の続編となるクリスマス・アルバム『MINT SOUND'S CHRISTMAS ALBUM』（1987年）に初のORIGINAL LOVE名義による「Christmas No Hi」が収録され、同作に参加していたピチカート・ファイヴの小西康陽がORIGINAL LOVEを絶賛し、田島にピチカート・ファイヴへの参加を打診した。田島はORIGINAL LOVEでの活動を並行して行うことを条件にピチカート・ファイヴへの加入を了承、同時期にソウルミュージックを愛聴するようになり、当初はピチカート・ファイヴの1枚目のアルバム『couples』（1987年）の延長線上にある音楽性で活動する方向性で話が進んでいたが、田島がピチカート・ファイヴ流のソウルミュージックを提案したことから小西はフィリー・ソウルやスモーキー・ロビンソンなどを提示し、それらを受けて本作と同時期にピチカート・ファイヴのアルバム『Bellissima!』（1988年）を制作することになった。

## 録音、制作
田島は本作について「これは当時のオリジナル・ラヴのある部分的な側面の記録ですね」と位置付けており、田島がピチカート・ファイヴに加入することになったため、ORIGINAL LOVEとしてのアルバムがリリース出来なくなることからその前にとりあえずという形で制作されたと述べている。レコーディングは各楽器ごとに別々のレコーディングスタジオを使用する形になり、機材も低性能な物であったことから田島は「デモテープの寄せ集めに毛がはえたようなもんですよ」と本作に対して否定的な見解を示した他、ORIGINAL LOVEのサウンドは本作以前の時期の方が面白かったとも述べており、当時のライブを録音したカセットテープが出回っていたがそこに収録された音源の方がクオリティが高い可能性があるとも主張した。田島は本作について「このアルバム、今となってはちょっと胸の奥にしまっておきたいようなものですね、僕にとっては」と述べている。
音楽評論家の萩原健太は本作について「若さゆえの暴走とでも言いたくなるような、かなり乱暴なアレンジが随所に聴かれる」と述べており、5曲目「ORANGE MECHANIC SUICIDE」がメジャー・デビュー後のファースト・アルバムに再録音された音源が収録されていることを紹介した上で、両方のバージョンを聴き比べた上で本作のバージョンは「混沌だらけ。思い切り稚拙ではある」と指摘しつつも「今振り返って聴いてみると、この混沌も悪くない」と擁護する発言をしている。萩原は本作について「ビッグ・バンド・ジャズなどの要素を確実にニュー・ウェイヴ世代以降の感覚で取り込みながら再構築したような部分にも光るものが感じられる」と総括している。本作に参加したメンバーは田島のほかに村山孝志（ギター）、小里誠（ベース）、秋山幸広（ドラムス）となっているが、メジャー・デビュー以降ORIGINAL LOVEの作品に参加しているのは田島のみでその他のメンバーは総入れ替えとなり、小里はザ・コレクターズに参加することになった。

## 音楽性とルーツ
本作が制作されるに至るまで音楽性を複数回に亘り変化させていたORIGINAL LOVEであったが、その経緯について田島は自作曲が多数制作出来たことからそれを発露するためにレッド・カーテンを結成したと述べた上で、音楽の方向性に対するビジョンは持っていなかったために、レッド・カーテンを結成することで「ポップな音楽っていうのは、どういう音楽なんだろう?」ということを試行錯誤していた時期であると述べている。当時の田島による音楽はどのカテゴリーにも属さないようなものであったが、同時期にネオGSと呼ばれるバンド群が躍進していた背景もあり、同ジャンルのバンドによって制作されたコンピレーション・アルバム『ATTACK OF... MUSHROOM PEOPLE』に参加したことからレッド・カーテンもネオGSのバンドであるとの認識が広がっていたものの、田島の中でネオGSの音楽を制作している意識は皆無であったと述べている。田島によれば自身の音楽は「ヘンなニュー・ウェーブ」であり、聴き方によってはサイケデリック・ロックやモノクローム・セットのようにも聴こえるため「煮え切らないサウンドだったんじゃないですかね」と田島は述べている。
1988年にはバンド名をレッド・カーテンからORIGINAL LOVEに変更、精神的な面での変化はなかったものの音楽の方向性が少しずつ変化していき、レッド・カーテンの頃はビートロック・バンドのような音楽性であったが、バンド名を変更して以降はビッグバンドやジャイブなどのポップ・ミュージックやロックンロールの原点となる音楽へと趣向が変化したと田島は述べている。音楽のルーツを辿る行為はこの当時から行っていたと田島は述べており、チャック・ベリーやルイ・ジョーダンなどの音楽を追求し「キャブ・キャロウェイになりたい、ルイ・ジョーダンになりたい」という気持ちを持ち続けていたという。田島は1985年から5、6年はブラックミュージックを愛聴しており、ソウルミュージックに傾倒していた田島は同様の音楽性の楽曲を制作しようとするものの制作方法が分からず、それ以前はパンク・ロックの「圧縮されたような8ビート」を本質として捉えていたために、「突然それが“横揺れで…”とか“ここでタメて…”みたいなことになってるわけだからね。“2拍目をタメるのか? 3拍目をタメるのか”とか、そういうことで悩んでましたよ。それは自分にとって大きな変化でしたね」と述べている。
この発言を裏付けるように、3曲目「TALKIN' PLANET SANDWICH」はレッド・カーテン名義で参加した『ATTACK OF... MUSHROOM PEOPLE』収録のバージョンと本作収録バージョンではアレンジが大幅に変更されている。また5曲目「ORANGE MECHANIC SUICIDE」、7曲目「DARLIN'」、8曲目「BODY FRESHER」は後にメジャー・デビュー後のファースト・アルバム『LOVE! LOVE! & LOVE!』にも収録されているが、アレンジが大きく変更されただけでなく「DARLIN'」「BODY FRESHER」は歌詞の一部が変更されている。また、6曲目「X'mas NO HI」は『MINT SOUND'S CHRISTMAS ALBUM』収録のものと同音源になっている。「ORANGE MECHANIC SUICIDE」は後にベスト・アルバム『変身』にも収録されたほか、「X'mas NO HI」は『変身』と同時にリリースされたデビュー10周年記念ボックス・セット『変身セット』同封の『変身』のボーナス・トラックとして収録された。また、「BODY FRESHER」は『変身セット』収録のヒストリー・ビデオ『ten years after』におけるライヴ映像による同曲のメドレーで、当時の演奏がわずかながら視聴可能となっている。

## リリース
本作は1988年8月1日にインディーズレーベルであるハラハラレコードからLPにてリリースされた。インディーズからのリリースだったこともありしばらく入手困難な状態が続いたが、2000年10月24日には田島の個人事務所であるワンダフルワールドから初CD化にてリイシューされた。その後、2011年3月2日にリリースされたベスト・アルバム『RED CURTAIN Original Love early days』において、ORIGINAL LOVEの前身であるレッド・カーテンのライブ音源と、オムニバス・アルバム『ATTACK OF... MUSHROOM PEOPLE』収録曲に加え、田島自身によるデジタル・リマスタリングにて全曲収録された。さらに、デビュー30周年記念ベスト・アルバム『Flowers bloom, Birds tweet, Wind blows & Moon shining』（2021年）に、「TALKIN' PLANET SANDWICH」「ORANGE MECHANIC SUICIDE」の2曲が収録された。

## 収録曲
- CD付属の歌詞カードに記載されたクレジットを参照[9]。

| 全作詞・作曲: 田島貴男。 |                                     |          |            |      |
| #                        | タイトル                            | 作詞     | 作曲・編曲 | 時間 |
| 1.                       | 「ORIGINAL LOVE (BODY FRESHER II)」 | 田島貴男 | 田島貴男   | 2:19 |
| 2.                       | 「CAUTION (100 SECRETS OF LOVE)」   | 田島貴男 | 田島貴男   | 4:58 |
| 3.                       | 「TALKIN' PLANET SANDWICH」         | 田島貴男 | 田島貴男   | 3:59 |
| 4.                       | 「Mr.BIG ROCK」                     | 田島貴男 | 田島貴男   | 3:26 |
| 合計時間:                | 合計時間:                           | 14:42    |            |      |

| 全作詞・作曲: 田島貴男。 |                             |          |            |      |
| #                        | タイトル                    | 作詞     | 作曲・編曲 | 時間 |
| 5.                       | 「ORANGE MECHANIC SUICIDE」 | 田島貴男 | 田島貴男   | 4:07 |
| 6.                       | 「X'mas NO HI」             | 田島貴男 | 田島貴男   | 3:20 |
| 7.                       | 「DARLIN'」                 | 田島貴男 | 田島貴男   | 4:36 |
| 8.                       | 「BODY FRESHER」            | 田島貴男 | 田島貴男   | 4:09 |
| 合計時間:                | 合計時間:                   | 16:12    |            |      |

## スタッフ・クレジット
- CD付属の歌詞カードに記載されたクレジットを参照[9]。

### ORIGINAL LOVE
- 田島貴男  –  ヤマキアコースティック・ギター、ボーカル
- 村山孝志[注釈 7]  –  6弦エレクトリック・ギター、6弦&12弦ダブルネック・エレクトリック・ギター
- 小里誠  –  ベース、キーボード
- 秋山幸広  –  ドラムス、パーカッション

### 参加ミュージシャン
- 宮越ひろき  –  アルト・サックス、サックス・ソロ
- 善方寛  –  テナー・サックス
- 西岡弘之  –  トランペット

### 録音スタッフ
- 藤井悟  –  ミキシング・エンジニア
- ORIGINAL LOVE  –  ミキシング・エンジニア
- 伊達尚  –  ミキシング・エンジニア（2,6）
- 広川孝  –  ディレクター
- 和田博巳  –  プロデュース

### 制作スタッフ
- 金子美樹 (ONLY YOU)  –  スペシャル・サンクス
- ひさたかお（イメージヴォックス）  –  スペシャル・サンクス
- 木暮晋也（ワウワウ・ヒッピーズ）  –  スペシャル・サンクス
- Mr.OHMORI（渋谷La.mama）  –  スペシャル・サンクス
- ばばひとし  –  スペシャル・サンクス
- 伊達尚  –  スペシャル・サンクス
- スティンキー小森（小森敏明）  –  スペシャル・サンクス

### 美術スタッフ
- エマニュエル・ボヴェ（前面ジャケット）  –  写真撮影
- 中森泰弘（背面ジャケット）  –  写真撮影
- 藤井悟  –  アートワーク

### レコーディング・データ
|                         | Dr・Rec | Dr・Rec | Dr・Rec | Rec     | Rec | Rec | O・Dub  | O・Dub | O・Dub | Mix     | Mix | Mix |
| at                      | machine | by      | at      | machine | by  | at  | machine | by     | at     | machine | by  |     |
| ----------------------- | ------- | ------- | ------- | ------- | --- | --- | ------- | ------ | ------ | ------- | --- | --- |
| CAUTION                 | †       | ♪       | ○       | §       | ♠   | ●   |         |        |        | §       | ♠   | ● ₡ |
| Mr.BIG ROCK             | ¶       | ♪       | ○       | ＊      | ♣   | ▽   | ∇       | ♦      | €      | ∇       | ♦   | € ₡ |
| ORANGE MECHANIC SUICIDE | ∇       | ♦       | €       | ＊      | ♣   | ▽   | ∇       | ♦      | €      | ∇       | ♦   | € ₡ |
| X'mas NO HI             | ¶       | ♪       | ○       | §       | ♠   | ●   | ♀       | ♠      | ◇      | §       | ♠   | ● ₡ |
| BODY FRESHER            | #       | ♥       | ▼       | #       | ♥   | ▼   | ∇       | ♥      | €      | ∇       | ♥   | € ₡ |
| Others                  | ∇       | ♦       | €       | ∇       | ♦   | €   | ∇       | ♦      | €      | ∇       | ♦   | € ₡ |

| - † : TEIKYO UNIV. - ¶ : STUDIO PENTA - § : PANIC STUDIO - ＊ : IMAGE VOX STUDIO - ♀ : MINT SOUND STUDIO - # : STUDIO ANTIKNOCK - ∇ : VIVID SOUND STUDIO | - ♪ : 4tr CASSETTE - ♠ : TASCAM 8tr - ♣ : TASCAM 16tr X - ♣ : TASCAM 16tr - ♦ : OTARI 16tr - ♥ : FOSTEX 16tr | - ● : TAKSAHI DATE - ○ : M・ORI - ▽ : TOMOKI HASEGAWA - ◇ : STINKY KOMORI - ▼ : Mr.ISHIHARA - € : SATORU FUJII - ₡ : ORIGINAL LOVE |

## リリース日一覧
| # | リリース日     | レーベル                            | 規格   | カタログ番号 | 備考                                                               | 出典          |
| - | -------------- | ----------------------------------- | ------ | ------------ | ------------------------------------------------------------------ | ------------- |
| 1 | 1988年8月1日   | ハラハラレコード / VIVID SOUND      | LP     | JL-001       |                                                                    |               |
| 2 | 2000年10月24日 | ワンダフルワールド / ダイキサウンド | CD     | KSY2-2011    |                                                                    | [ 10 ] [ 11 ] |
| 3 | 2011年3月2日   | ワンダフルワールドレコード          | CD+DVD | WWCD-005     | ベスト・アルバム『RED CURTAIN Original Love early days』に全曲収録 | [ 12 ] [ 13 ] |